# Tasiocera robusta
Tasiocera robusta là một loài ruồi trong họ Limoniidae. Chúng phân bố ở miền Cổ bắc.